# Walking on sunshine (Katrina & the Waves)
Walking on sunshine is een zomerhit van de Britse popgroep Katrina & the Waves. Het nummer werd geschreven door Kimberley Rew en werd op 31 maart 1985 als remix eerst op single uitgebracht in Europa, de VS en Canada en op 15 april 1985 in het Verenigd Koninkrijk, Ierland, Australië en Nieuw-Zeeland.
Het oorpronkelijke nummer is afkomstig van het gelijknamige album Walking on sunshine uit 1983. In juni 1996 werd het nummer in het Verenigd Koninkrijk en Ierland heruitgebracht op cd-single.

## Hitnoteringen
De plaat werd in Nederland géén hit in de destijds drie landelijke hitlijsten op de nationale publieke popzender Hilversum 3 (Nederlandse Top 40, Nationale Hitparade en de TROS Top 50).
Wél kwam de plaat terecht in de sinds december 1999 jaarlijks uitgezonden NPO Radio 2 Top 2000 van de Nederlandse publieke radiozender NPO Radio 2. 
In België behaalde de plaat géén notering in zowel de voorloper van de Vlaamse Ultratop 50 als de Vlaamse Radio 2 Top 30 en de Waalse hitlijst. 
In The Waves' thuisland het Verenigd Koninkrijk werd de plaat tweemaal uitgebracht, oorspronkelijk op 1 april 1985 en in juni 1996. Hieronder volgen de hitnoteringen in andere landen en in de NPO Radio 2 Top 2000:

### Buitenland
| Land                | piek           |
| ------------------- | -------------- |
| Ierland             | 2              |
| Canada              | 3              |
| Australië           | 4              |
| Verenigd Koninkrijk | 8 (in 1996 53) |
| Verenigde Staten    | 9              |
| Zweden              | 12             |
| Zwitserland         | 14             |
| Nieuw-Zeeland       | 20             |
| Polen               | 23             |
| Duitsland           | 28             |

### NPO Radio 2 Top 2000
| Nummer met noteringen in de NPO Radio 2 Top 2000 | '99  | '00  | '01  | '02  | '03  | '04  | '05  | '06  | '07  | '08  | '09  | '10  | '11-'12 | '13  | '14  | '15  |
| ------------------------------------------------ | ---- | ---- | ---- | ---- | ---- | ---- | ---- | ---- | ---- | ---- | ---- | ---- | ------- | ---- | ---- | ---- |
| Walking on Sunshine                              | 1318 | 1300 | 1689 | 1326 | 1562 | 1205 | 1314 | 1301 | 1901 | 1440 | 1837 | 1776 | -       | 1913 | 1767 | 1831 |

1. ↑  Een '-' betekent dat het nummer niet was genoteerd en een vetgedrukt getal geeft de hoogste notering aan.
2. ↑  Deze tabel is bijgewerkt tot en met de meest recente editie (2024).

## Overig
- In 2009 werd het lied gecoverd door de Nederlandse popgroep Kus onder de titel Ik loop op de wolken. Het lied werd toen gebruikt als titellied voor de film Limo (2009).

- MusicBrainz work: 47910aa6-be8a-31b3-8161-b36745bf45cc